# Carl Fredric von Sydow
Carl Fredric von Sydow, född 21 augusti 1832 i Halmstad, död där 16 juli 1904, var en svensk apotekare och riksdagspolitiker. Han var bror till Frans von Sydow.
von Sydow avlade apotekarexamen 1856 och var verksam som apotekare i Halmstad från 1870. I riksdagen var han ledamot av första kammaren 1888-1891, invald i Hallands läns valkrets.